# Bikien
Bikien ist ein Motu des Rongelap-Atolls der pazifischen Inselrepublik Marshallinseln.

## Geographie
Bikien liegt im südlichen Riffsaum am Bikien Pass, gegenüber von Arubaru. Sie ist knapp drei Kilometer entfernt vom westlich gelegenen Eniroruuri. Die Insel ist unbewohnt und seit dem Kernwaffentest der Bravo-Bombe atomar verseucht.